# Vladimir Lučić
Vladimir Lučić (cyr. Владимир Лучић; ur. 17 czerwca 1989 w Belgradzie) – serbski koszykarz, występujący na pozycjach niskiego lub silnego skrzydłowego, reprezentant kraju, od 2016 zawodnik Bayernu Monachium.

## Osiągnięcia
Stan na 10 stycznia 2024, na podstawie, o ile nie zaznaczono inaczej.

### Drużynowe
- Mistrz:
  - Eurocup (2014)
  - Ligi Adriatyckiej (2009–2011, 2013)
  - Niemiec (2018, 2019)
  - Serbii (2009–2013)
- Wicemistrz Niemiec (2021, 2022)
- Zdobywca pucharu:
  - Niemiec (2018, 2021, 2023)
  - Serbii (2009–2012)
- Finalista pucharu:
  - Niemiec (2017)
  - Serbii (2013)
- 3. miejsce podczas mistrzostw Niemiec (2023)
- 4. miejsce w:
  - Eurolidze (2010)
  - Pucharze Gomelskiego (2011)
  - mistrzostwach Niemiec (2017)

### Indywidualne
- MVP Final Four Pucharu Niemiec (2021)
- Zaliczony od:
  - I składu:
    - Euroligi (2021)
    - ligi niemieckiej (2021)

  - II składu:
    - Euroligi (2022)
    - ligi niemieckiej (2019, 2022)

### Reprezentacja
Seniorska
- Wicemistrz Europy (2017)
- Uczestnik:
  - mistrzostw:
    - świata (2019 – 5. miejsce)
    - Europy (2017, 2022 – 9. miejsce)

  - igrzysk śródziemnomorskich (2009 – 8. miejsce)
  - europejskich kwalifikacji do mistrzostw świata (2017–2019 – 11. miejsce, 2021 – 8. miejsce, 2023)
  - kwalifikacji do Eurobasketu (2013 – 7. miejsce)

Młodzieżowe
- Mistrz uniwersjady (2011)
- Uczestnik mistrzostw Europy U–20 (2009 – 11. miejsce)